# Myrmecia regularis
Myrmecia regularis är en myrart som beskrevs av W. C. Crawley 1925. Myrmecia regularis ingår i släktet bulldoggsmyror, och familjen myror. Inga underarter finns listade i Catalogue of Life.